# Narutaka Ozawa
Narutaka Ozawa (em japonês:  小沢 登高, Ozawa Narutaka; 1974) é um matemático japonês, que trabalha com álgebra de operadores e grupos discretos. É professor da Universidade de Quioto.
Ozawa estudou na Universidade de Tóquio, onde obteve um doutorado em 2000, orientado por Yasuyuki Kawahigashi, com a tese Local Theory and Local Reflexivity for Operator Spaces e na Texas A&M University, onde obteve outro doutorado em 2001, orientado por William Buhmann Johnson e Gilles Pisier). Foi professor associado na Universidade de Tóquio e naUniversidade da Califórnia em Los Angeles. É desde 2013 professor da Universidade de Quioto.
Foi palestrante convidado do Congresso Internacional de Matemáticos em Madrid  (2006: Amenable actions and applications).

## Obras
- com Nathaniel Brown: C*-Algebras and finite dimensional approximatons, American Mathematical Society, Graduate Studies in Mathematics 88,  2008
- Amenable actions and exactness for discrete groups, Compte Rendu Acad. Sci. Paris, 330, 2000, 692–695
- Solid von Neumann algebras, Acta Mathematica, Volume 192, 2004, p. 111–117
- com Sorin Popa: On a class {\displaystyle II_{1}} factors with at most one Cartan subalgebra, 2 Partes, Annals of Mathematics, Volume 172, 2010, p. 713–749, American Journal of Mathematics, Volume 132, 2010, p. 841–866
- Weak amenability of hyperbolic groups, in: Groups, Geometry an Dynamics, Volume 2, 2007, 271–280